# Pavel Babaïlov
Pavel Konstantinovitch Babaïlov (en russe : Павел Константинович Бабайлов) est un aviateur soviétique, né le 25 février 1919 et décédé le 14 octobre 1944. Pilote de chasse et as de la Seconde Guerre mondiale, il fut distingué par le titre de Héros de l'Union soviétique.

## Carrière
Pavel Babaïlov est né le 25 février 1919 à Neoustroïevo (Неустроево), dans le gouvernement de Perm. Il rejoignit l'Armée rouge en 1939 et combattit comme fantassin durant la Guerre d'Hiver, contre la Finlande. En 1941 il prit des cours de pilotage dans un aéroclub et l'année suivante, en 1942, il obtint son brevet de pilote au collège militaire de l'Air de Roustavi.
En juillet 1942, il fut envoyé au front, cette fois-ci comme pilote de chasse, et devint rapidement chef d'escadrille au 163e escadron de chasse (163.IAP), au sein du deuxième front ukrainien. Au cours des combats aériens il obtint pas moins de 2 victoires par taran, c'est-à-dire par abordage d'un appareil ennemi en plein ciel. 
Le 14 octobre 1944, après avoir abattu un avion allemand, il fut touché à son tour et tué au-dessus de la Pologne.

## Palmarès et décorations

### Tableau de chasse
Pavel Babaïlov est crédité de 33 victoires homologuées, dont 29 individuelles et 4 en coopération, obtenues au cours de 417 missions et 75 combats aériens.

### Décorations
- Héros de l'Union soviétique le 23 février 1945, à titre posthume ;
- Ordre de Lénine ;
- Trois fois décoré de l'ordre du Drapeau rouge ;
- Ordre d'Alexandre Nevski ;
- Ordre de la Guerre patriotique de 1re classe.